# Abbaye Notre-Dame de Tournay
L'abbaye Notre-Dame de Tournay (prononcer Tournaille) est une abbaye bénédictine située à Tournay (Hautes-Pyrénées), appartenant à la province française de la congrégation de Subiaco au sein de la confédération bénédictine. D'abord fondée en 1933 à Madiran, l'abbaye a été transférée à Tournay en 1952.

## Histoire
Un prieuré bénédictin existait à Madiran jusqu'au XVIIe siècle. Il avait été fondé par l'abbaye de Marcilhac au XIe siècle et son église était devenue église paroissiale après la Révolution française.
Des moines de l'abbaye d'En-Calcat (Tarn) rachètent les bâtiments en ruines et une communauté s'y installe en 1934. Il devient prieuré autonome en octobre 1939. Un noviciat est ouvert en juillet 1941. Devant l'afflux des vocations (une trentaine en quelques mois…), la communauté se transfère à Tournay, à une trentaine de kilomètres de Lourdes.
Le monastère est construit à partir de 1951 et bénit le 10 août 1952, l'église est achevée en 1958.
La communauté fonde un prieuré au Brésil qui s'installe à Goiás en 1977, à 250 kilomètres à l'ouest de Brasilia.
L'abbaye Notre-Dame a accueilli pendant de nombreuses années des enfants pour trois années d'enseignement. Des classes d'une dizaine d'enfants, pensionnaires, étaient partie intégrante de l'abbaye. Les cours étaient principalement dispensés par les moines de l'abbaye, le Père Marie de La Chapelle, le père Marie Bernard, le père Francisque et le Père Pierre Thomas étaient les responsables des enfants. L'alumnat a fermé en 1971.
C'est de cette abbaye, en août 1970, que Dom Gérard Calvet est parti fonder l'abbaye Sainte-Madeleine du Barroux.
La communauté monastique se compose de vingt moines (en avril 2009). L'abbaye reçoit pour des retraites spirituelles et vit d'une activité de confiserie.
L'ancien prieuré de Madiran est aujourd'hui un hôtel-restaurant.

## Description

### Le cloître
Partie du cloître accessible au public.

### Intérieur de l'église

#### La nef et le chœur

##### Oratoire dusaint sacrement
Les peintures représentent l'Annonciation avec l'ange Gabriel et la Vierge Marie, leurs mains présentent Jésus-Christ dans le tabernacle où est peint un lys. Au centre et en haut, l'Esprit-Saint est représenté sous la forme d'une colombe, dessous est écrit la phrase : « Et le Verbe s'est fait chair ; Et il a habité parmi nous. »

## Galerie

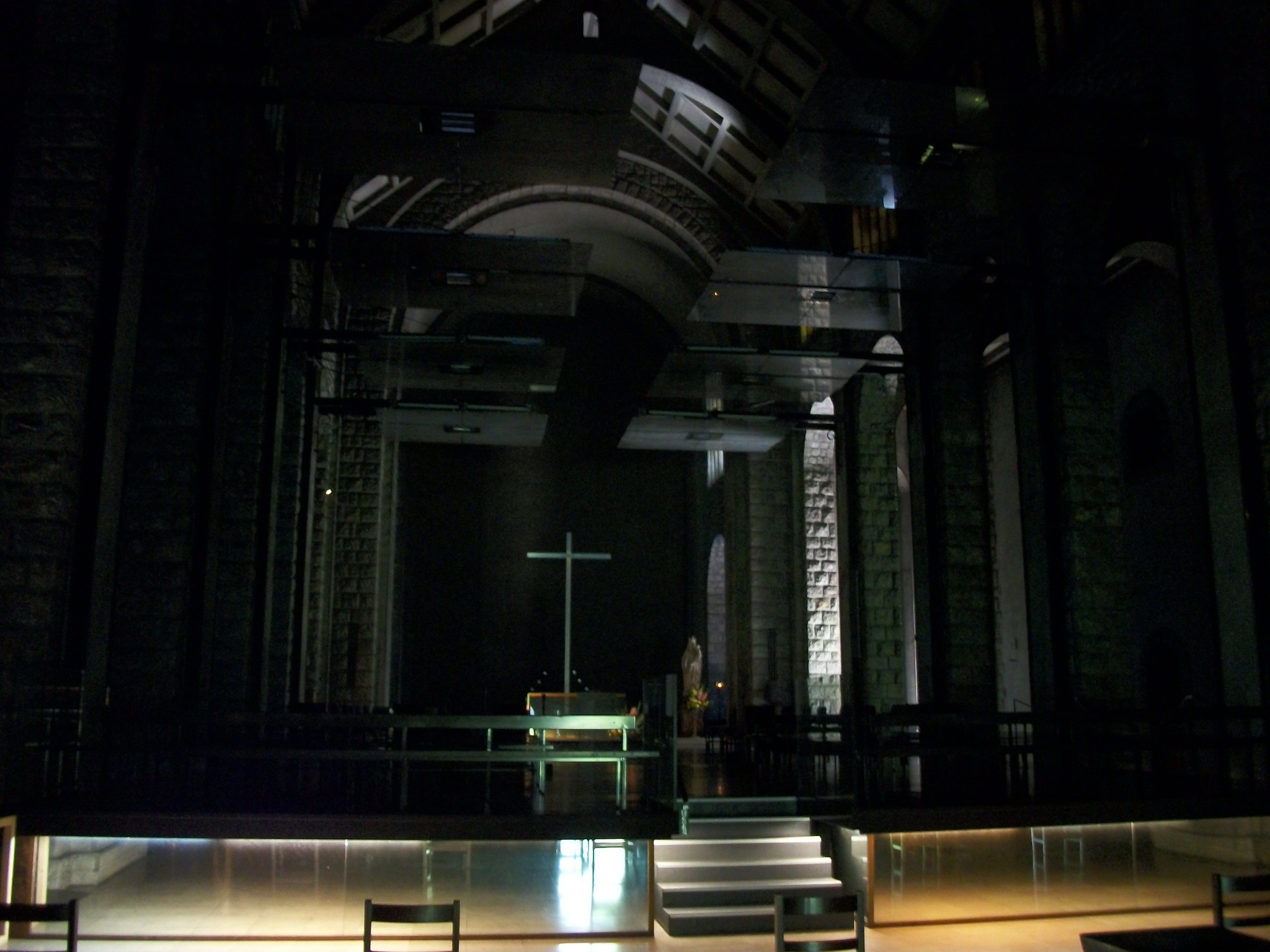
La nef et le chœur.
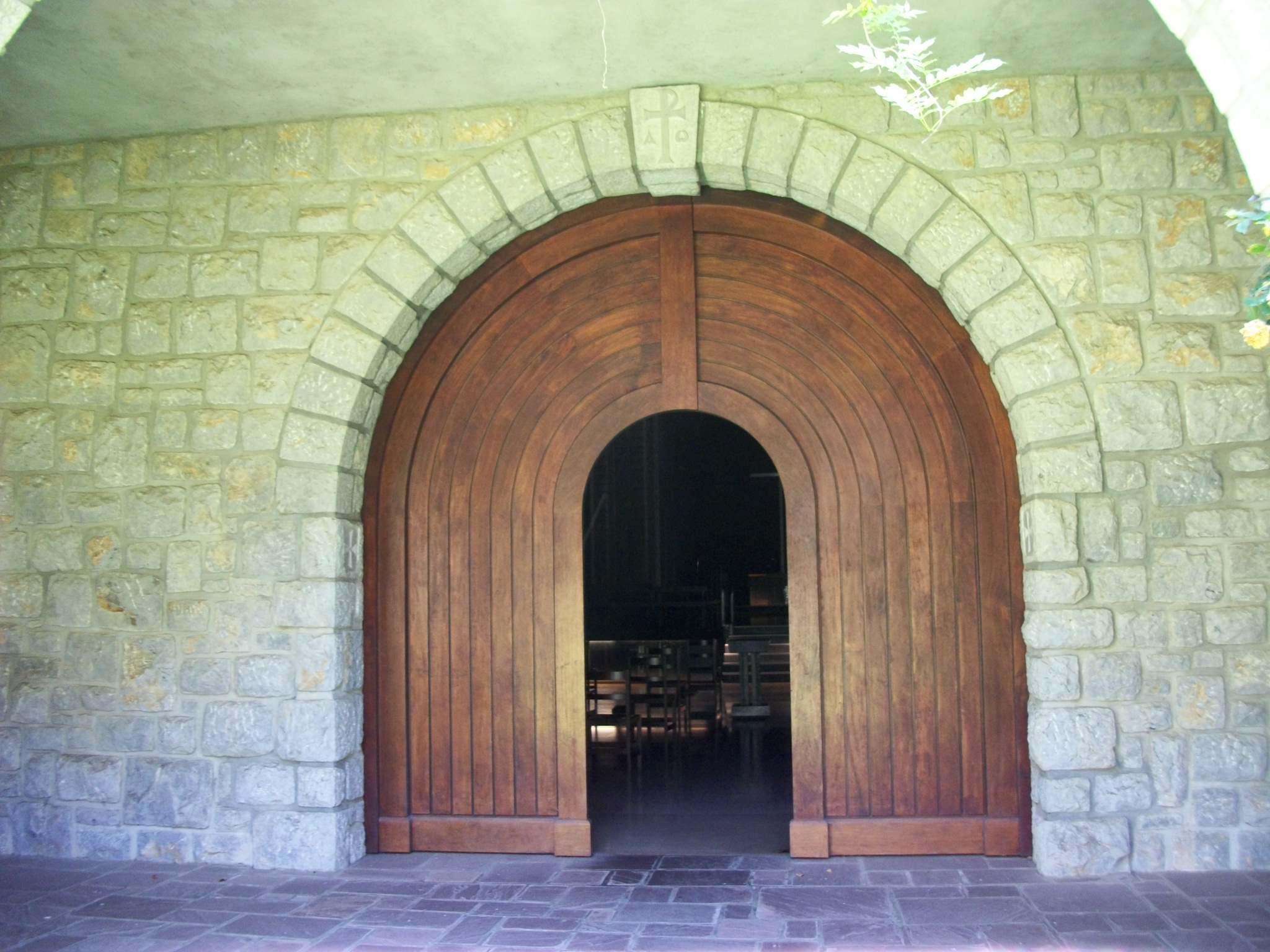
Portail d'accès à l'église par le cloître.
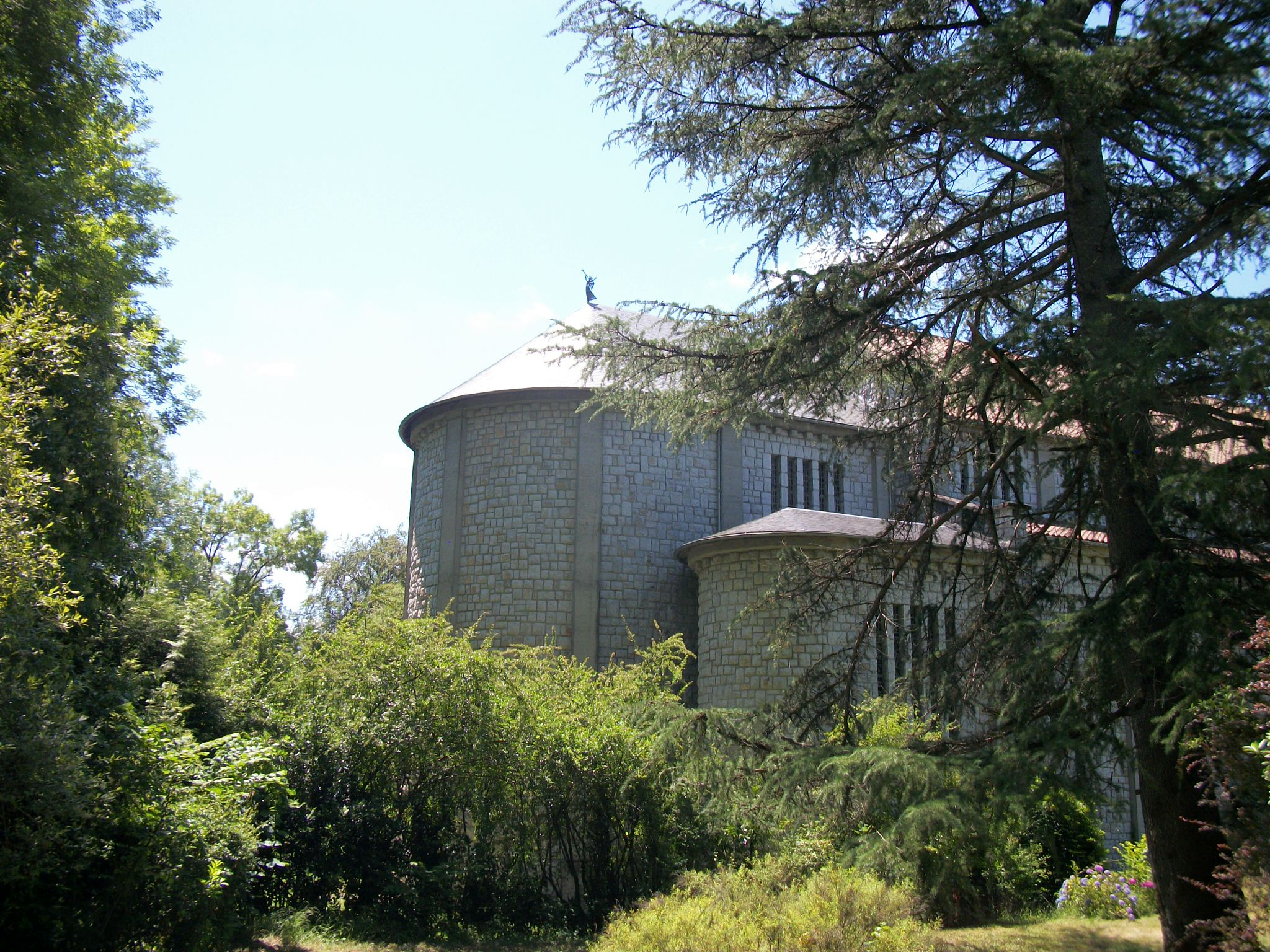
Le chevet de l'église.
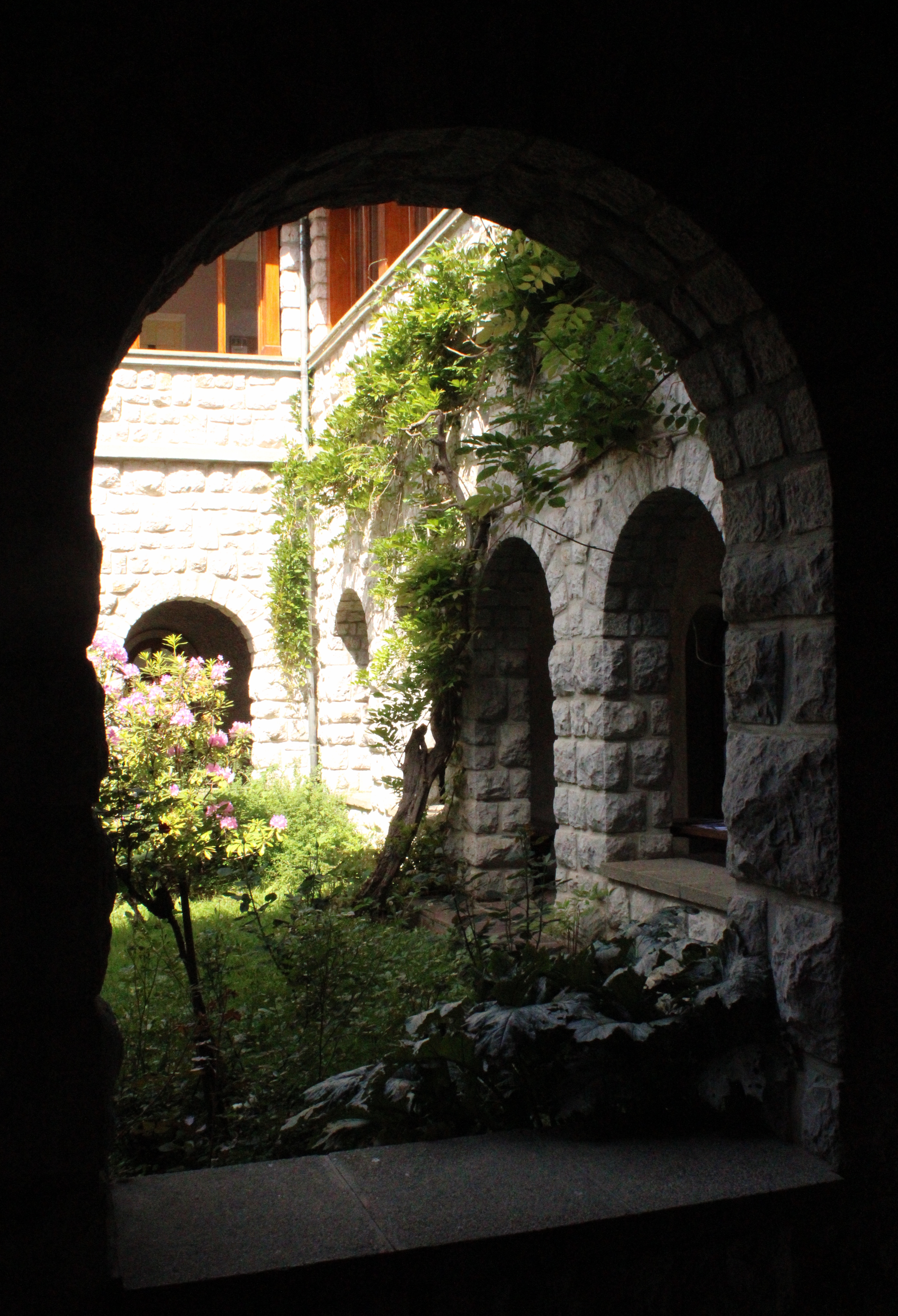
Vue du cloître.